# Chiesa di San Pietro Apostolo (Parma, Carignano)
La chiesa di San Pietro Apostolo, nota anche come pieve di Carignano, è un luogo di culto cattolico dalle forme barocche, situato in via Montanara 568, accanto al parco di villa Malenchini, a Carignano, frazione di Parma, in provincia e diocesi di Parma; è sede di una parrocchia compresa nella zona pastorale della città.

## Storia
L'edificio originario, menzionato per la prima volta l'11 giugno 1005 nell'Ordo Archipresbiterorum Plebium voluto dal vescovo di Parma Sigefredo II, fu probabilmente costruito entro il X secolo.
Nel 1230, dalla Plebis de Cargnano, soggetta direttamente all'autorità episcopale di Parma, non dipendeva alcuna cappella del circondario, come testimoniato dal Capitulum seu Rotulus Decimarum della diocesi di Parma. Successivamente le due cappelle di San Ruffino e di Santa Maria del Castellaro, già in precedenza collocate all'interno del territorio amministrato dalla pieve ma sottoposte alla potestà del Capitolo della Cattedrale di Parma, furono assegnate alle sue dipendenze, come indicato nel censimento diocesano del 1299.
In seguito la pieve divenne sede di vicariato foraneo e centro di riferimento per un vasto territorio esteso fino a Maiatico e Sala Baganza, ma entro il 1579 perse il titolo plebano, diventando una semplice chiesa parrocchiale, come testimoniato dal resoconto della visita apostolica del vescovo Giovanni Battista Castelli.
Nel 1712 l'edificio fu completamente ricostruito in stile barocco, per volere di Giuseppe Cervi, proprietario della vicina villa.
Nel 1741 fu aggiunta la facciata monumentale, su progetto probabilmente di un architetto della cerchia di Marco Aurelio Dosi.
Nei primissimi anni del XX secolo il campanile fu sopraelevato con l'aggiunta della lanterna in sommità.
Tra il 1937 e il 1938 gli interni furono restaurati e decorati, con l'aggiunta degli affreschi sulle volte e la realizzazione degli altari, degli amboni e del fonte battesimale su progetto dell'architetto Camillo Uccelli.
Intorno al 1960 l'affresco del catino absidale, raffigurante la Trasfigurazione, fu coperto con nuovi dipinti rappresentanti un cielo stellato, mentre due anni dopo furono sistemati gli intonaci esterni e la canonica.
Tra il 2000 e il 2004 fu riportato in luce l'affresco coperto della volta dell'abside.
Tra il 2015 e il 2016 gli esterni della chiesa e del campanile furono interamente restaurati, unitamente alle statue della facciata.

## Descrizione

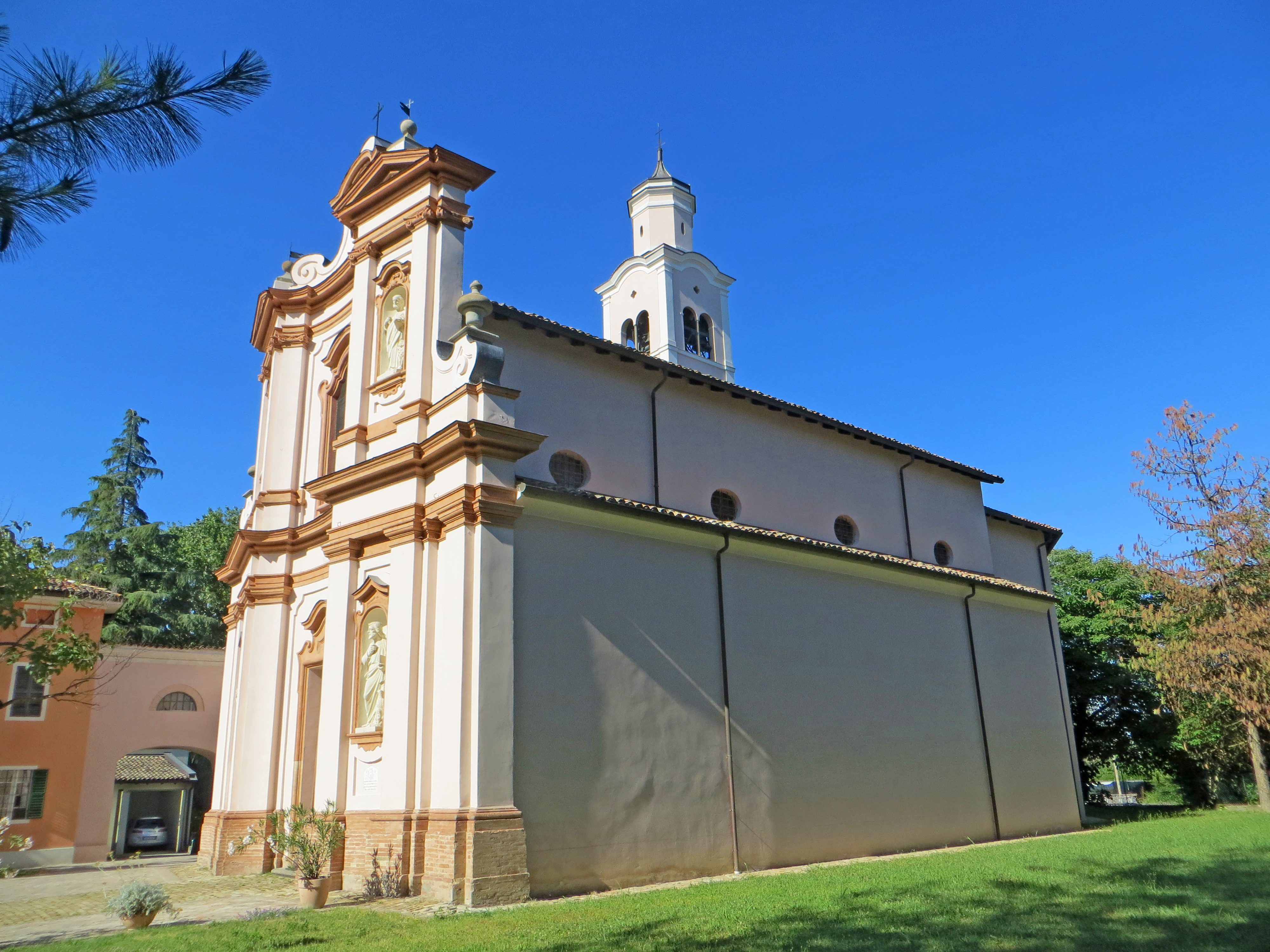
Facciata e lato sud

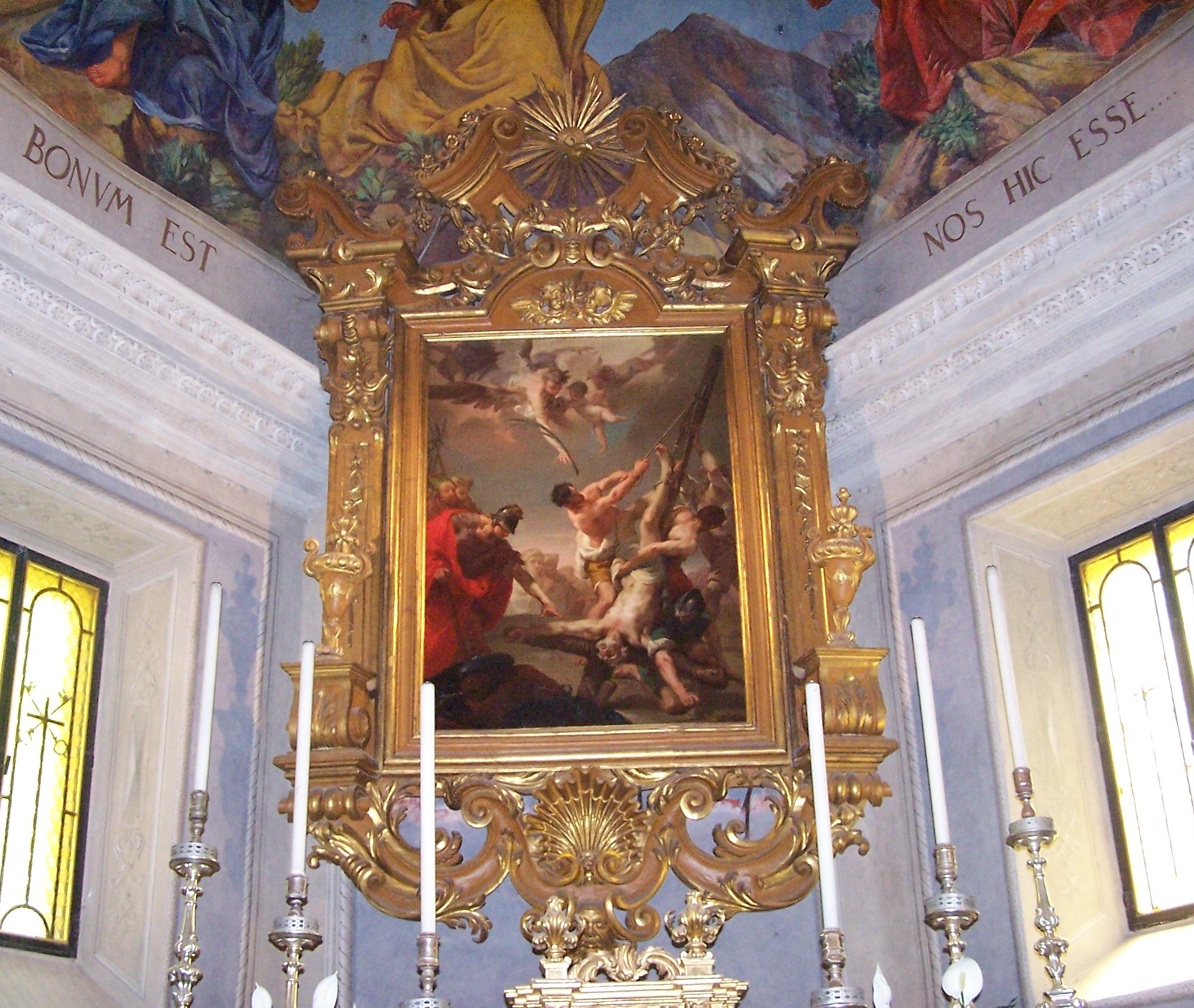
Pala d'altare

La chiesa si sviluppa su un impianto a navata unica affiancata da tre cappelle per lato, con ingresso a ovest e presbiterio absidato a est.
La simmetrica facciata intonacata, convessa al centro e concava ai lati, è suddivisa orizzontalmente in due parti da un'alta trabeazione in aggetto. Inferiormente è collocato nel mezzo l'ampio portale d'ingresso, delimitato da cornice con frontone mistilineo; ai lati, sopra il basamento in laterizio, doppie coppie di lesene coronate da capitelli dorici inquadrano due alte nicchie ad arco a tutto sesto, delimitate da cornici mistilinee, contenenti le statue in pietra di Vicenza raffiguranti due Evangelisti; alle estremità sono poste altre due lesene doriche. Superiormente si apre un ampio finestrone centrale a coronamento mistilineo; ai lati si elevano due coppie di lesene coronate da capitelli ionici, che inquadrano due alte nicchie contenenti altrettante statue degli Evangelisti; alle estremità sono collocate due volute di raccordo, su cui si innalzano due vasi. In sommità nel mezzo si staglia un alto frontone mistilineo, decorato con un altorilievo raffigurante le chiavi di san Pietro; ai lati si elevano due timpani triangolari, coronati da piccole guglie.
Il fianco nord è affiancato dalla sagrestia e dal campanile, sulla cui fronte occidentale è collocato un grande orologio; la cella campanaria, coronata da un cornicione a profilo mistilineo, si affaccia sui quattro lati attraverso bifore ad arco a tutto sesto; in sommità si staglia la lanterna a pianta ottagonale, coperta da guglia.

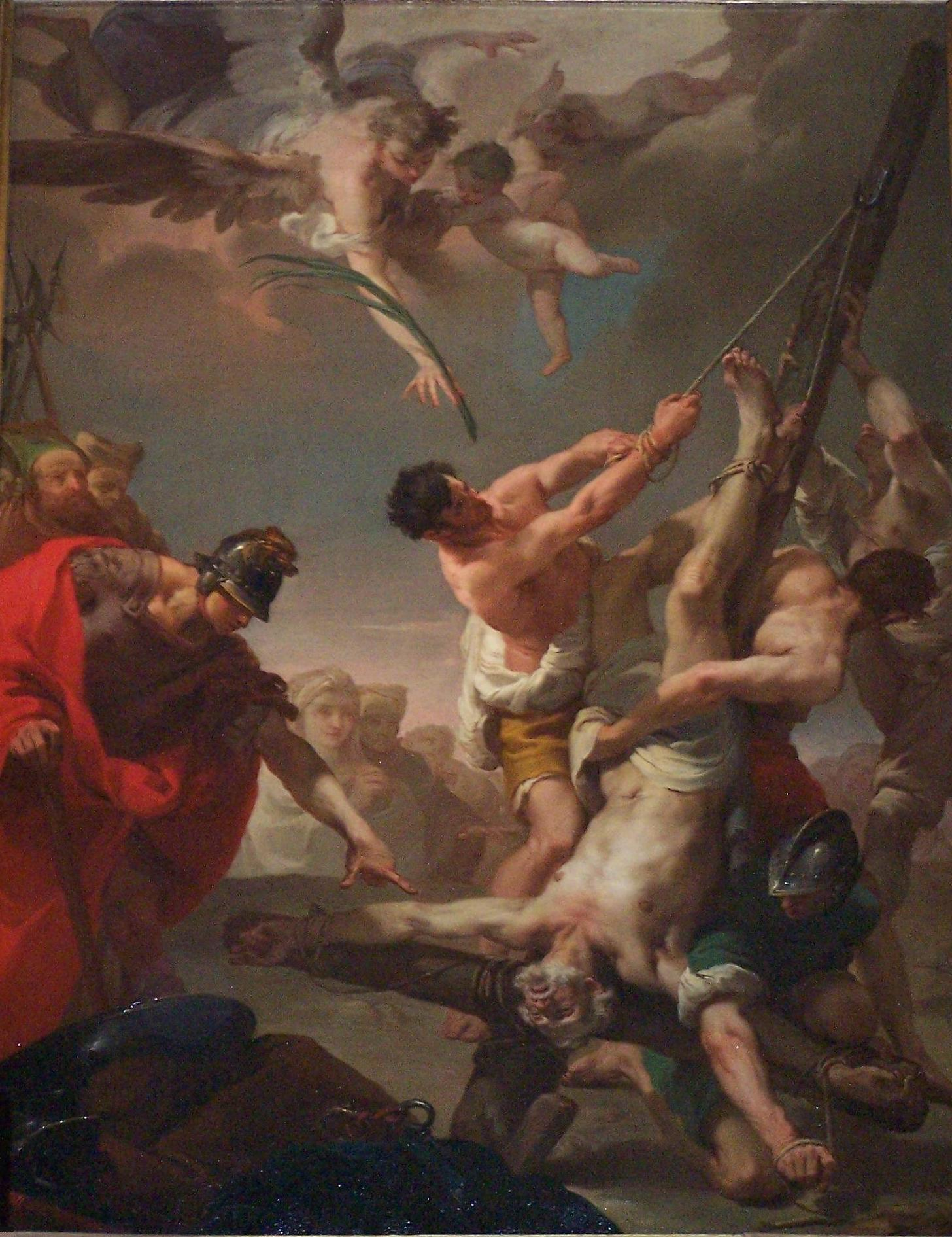
Gaetano Gandolfi, Martirio di san Pietro, 1770

All'interno la navata è coperta da una volta a botte lunettata, interamente decorata con affreschi raffiguranti cinque scene legate alla vita di san Pietro, realizzati nel 1937 dal pittore Anselmo Govi; sui fianchi, tra le lesene coronate da capitelli dorici che sostengono il cornicione perimetrale in aggetto, si aprono le arcate a tutto sesto delle cappelle laterali; queste ultime, coperte da volte a botte, contengono quattro altari e il fonte battesimale, risalenti al 1938.
Sul lato destro, la prima cappella accoglie una tela tardo-seicentesca riproducente il Battesimo di Cristo; la seconda ospita, all'interno di un'ancona seicentesca affiancata da colonne tortili con capitelli compositi, una statua del Sacro Cuore; la terza conserva, dentro un'ancona settecentesca riccamente scolpita, una statua della Madonna. Sul lato sinistro, la seconda cappella accoglie, all'interno di un'ancona cinquecentesca delimitata da colonne ioniche, un dipinto settecentesco raffigurante la Madonna e San Giuseppe; la terza ospita un altare intagliato settecentesco, sormontato da un'ancona e da una coppia di vasi, e un crocifisso ligneo coevo.
Il presbiterio absidato a pianta poligonale è coperto da un catino decorato con l'affresco rappresentante la Trasfigurazione di Gesù Cristo, anch'esso realizzato da Anselmo Govi nel 1937; al centro si innalza l'altare maggiore marmoreo a mensa, risalente al 1938; sul fondo, dietro all'antico altare maggiore settecentesco con paliotto del 1824, si staglia, all'interno di una ricchissima cornice in legno dorato del 1740 circa, la grande pala del Martirio di san Pietro, dipinta tra il 1770 e il 1790 da Gaetano Gandolfi.
La sagrestia è chiusa superiormente da una volta dipinta intorno al 1800 e accoglie una serie di arredi coevi.
Sulla sinistra, collegata con la chiesa attraverso un passaggio ottocentesco coperto sospeso su una serie di arcate a sesto ribassato, si erge la canonica, la cui simmetrica facciata intonacata, elevata su due livelli principali fuori terra, presenta nel mezzo un ampio portale d'ingresso a tutto sesto, sormontato da una portafinestra con un balconcino del 1830 circa in ferro battuto, al cui centro si staglia lo stemma della famiglia Cella.
La chiesa conserva altre opere di pregio, tra cui un olio ottocentesco raffigurante l'Addolorata, otto portaceri del XVIII secolo, quattordici oli settecenteschi raffiguranti le stazioni della Via Crucis, una poltrona e due sedie lignee rococò, un calice del 1698, un messale del 1780 e vari paramenti sacri e oggetti liturgici settecenteschi in argento.